# Oublie
Pour l’article ayant un titre homophone, voir oubli.

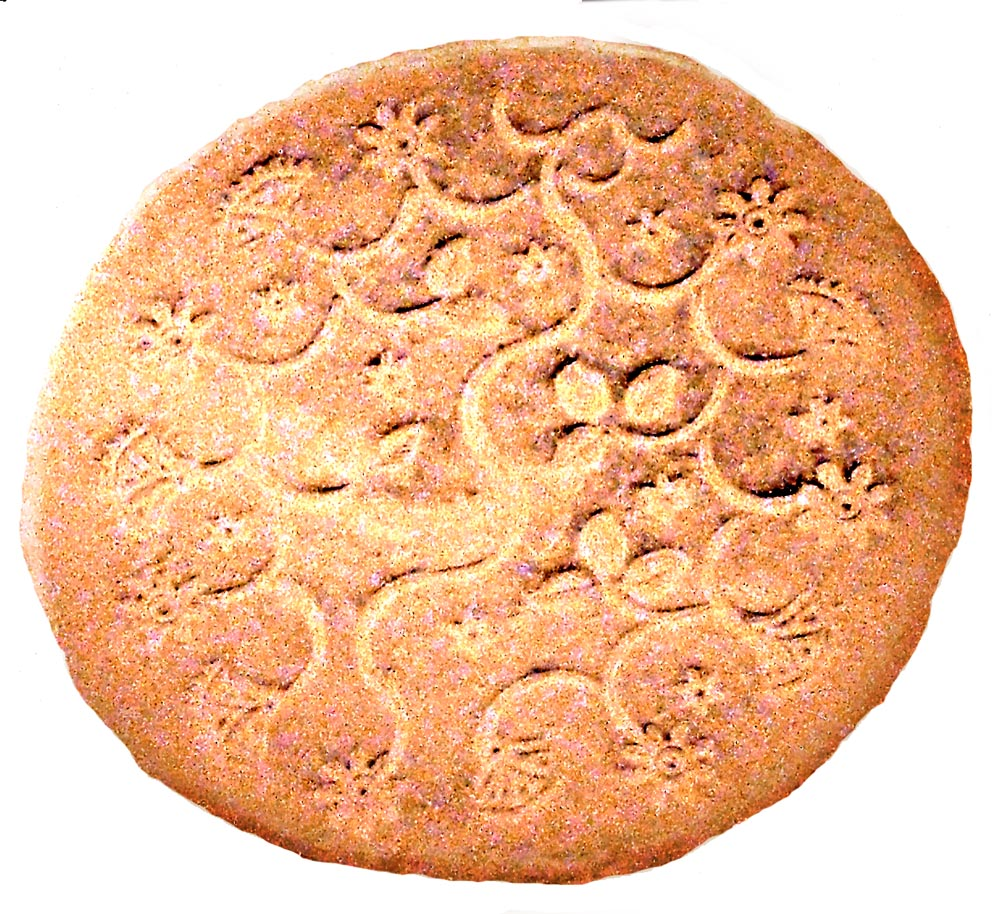
Reconstitution graphique d'une oublie d'après la palette de fer placée ci-dessous.

Une oublie est une pâtisserie qui date du Moyen Âge.
Mince et de forme ronde, elle est préparée à partir de farine et d'eau, de lait ou de vin blanc, d'œuf, de sucre ou parfois de miel. Elle est cuite entre deux fers par l'« oublieur », comme une gaufre, puis souvent roulée en cylindre creux. A Paris, dans les années 1900, les vendeurs ambulants proposaient, en criant « marchand d'oublies », les oublies parisiennes.

## Étymologie
Altération de l'ancien français oblaye, obleie, oblee (au XIIe siècle), « oublie » vient du bas latin ecclésiastique oblata (hostia) « offrande, pain offert à l'eucharistie », féminin substantivé de oblatus « offert », spécialement « offert à dieu, sacrifié », (voir opłatek, oblat), lui-même employé comme participe passé de offere (de ob ferre « porter devant ») ».
Selon d'autres lexicographes, le terme oublie pourrait remonter au mot grec obélias (qui a donné le terme obélie utilisé par Rabelais), désignant un pain, de forme allongée et étroite, cuit à la broche ou entre deux fers et vendu une obole pour être servi à la fin du repas et trempé dans du vin.
Le premier sens du mot fut celui de pain azyme utilisé pour la consécration de la messe. Au second sens, c'est la pâtisserie, d'abord préparée comme l'hostie, dont il est question dans cet article.

## Origine

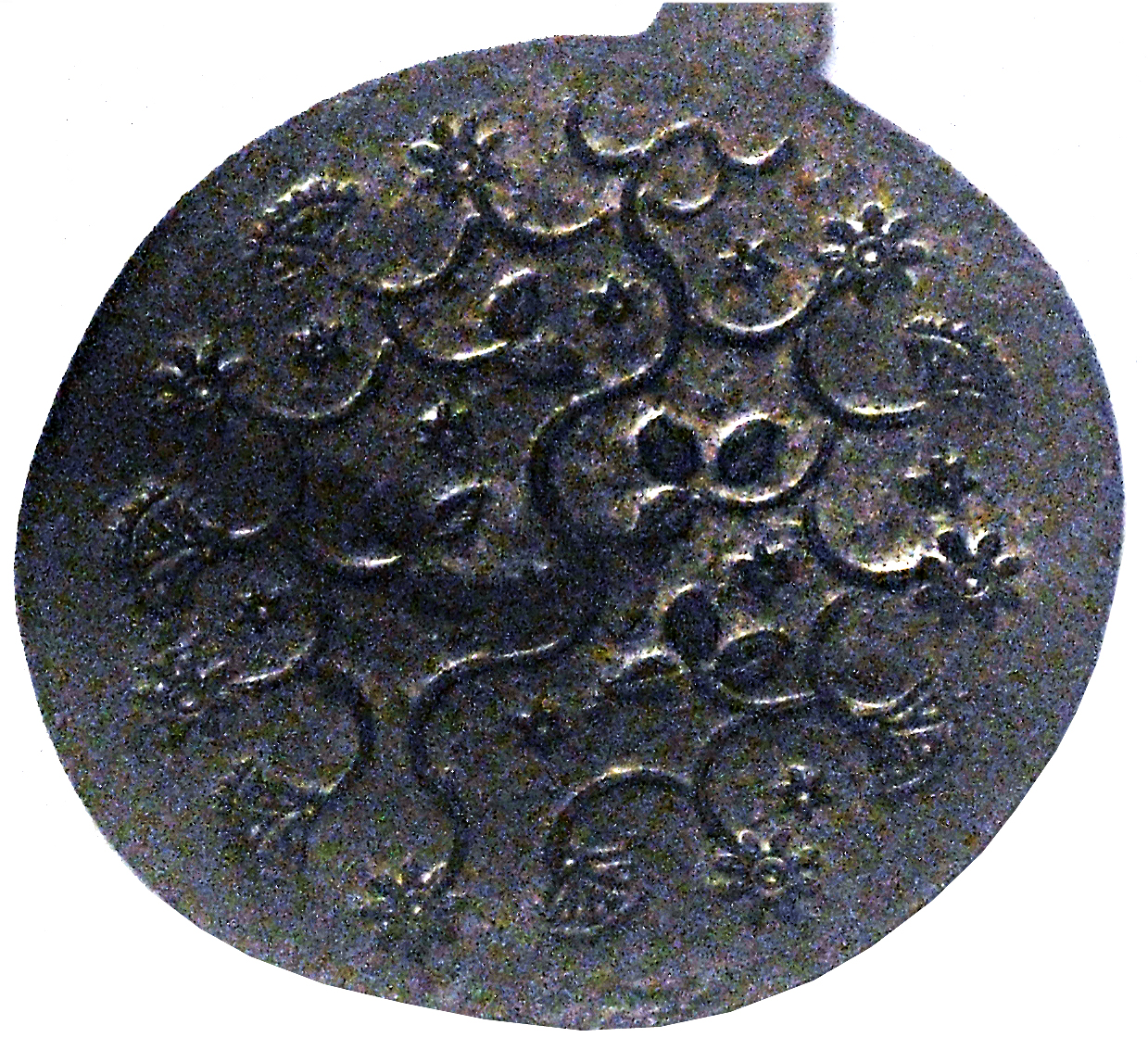
Face interne d'une palette de fer à oublie, Musée de la Gourmandise, Hermalle-sous-Huy.

Pâtisserie très fine et à l'origine hostie non consacrée, cuite comme elle et comme la gaufre entre les deux plaques d'un fer, l'oublie date du Moyen Âge.
Encore en forme de pain allongé, elle fut d'abord servie, certains jours de jeûne et aux fêtes solennelles, aux chanoines, clercs et moines. Elle constituait un cadeau des curés aux évêques, comme des évêques et du pape aux souverains.
Les seigneurs en exigèrent ensuite de leurs vassaux jusqu'à ce que l'oubliage, cette redevance féodale, soit remplacé par le dépôt de gâteaux ou de pain plus raffiné (dit oubliau), puis par de l'argent.
L'oublie est vite devenue une pâtisserie populaire, vendue par les oublieurs près des églises, lors des fêtes, et dans les rues à la nuit tombée.

## Typologie
On distingue : 
- la grande oublie, vendue plate ou enroulée en forme de cylindre ;
- l'oublie renforcée ou de supplication, c'est-à-dire la gaufre ;
- la petite oublie roulée en cornes[5], dite d'abord « étrier » (esteret) puis « petit métier[9] » ;
- le plaisir, oublie roulée renommée ainsi sous Louis XVI pour des raisons politiques, à l'époque de son mariage avec Marie-Antoinette[N 1].

L'apparence de l'oublie dépend du fer dans lequel elle a été cuite et qui a imprimé un relief à la pâte. Les fers anciens étant fabriqués par des artisans et non en série comme les gaufriers modernes, la diversité des motifs est immense.

## Métier

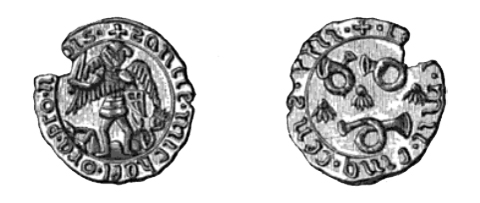
Méreau portant saint Michel à l'avers, cornets et coquilles au revers, 1508.

La corporation des oublieurs (ou obloyers) reçoit ses statuts en mai 1270 sous Louis IX. Ils sont modifiés en aout 1406 et en 1479. Hormis lors de certaines fêtes religieuses, il n'est permis aux oublieurs de cuire les gâteaux aux portes et le long des murs des églises que les jours de fête des saints patrons et les jours de pardon pour autant que les fourneaux soient distants de deux toises (approximativement 4 m) dans le but de limiter les bagarres qui se déclenchaient trop souvent entre les vendeurs. Les statuts imposent également d'accomplir un chef-d'œuvre pour pouvoir exercer le métier : il faut pouvoir préparer la pâte et réaliser 500 grandes oublies, 300 supplications et 200 esterets « bons et suffisans ». Cette précision est importante car la qualité de la marchandise n'était en effet pas toujours impeccable : une ordonnance de 1140 permet de comprendre qu'on utilisait parfois du lait écrémé, tourné ou moisi et des œufs pas frais.
La corporation des oublieurs utilise au XVe siècle les cornets et les coquilles pour ses armoiries, comme l'attestent des méreaux de l'époque. La confrérie du mont Saint-Michel établie à Paris, faisant de même, va protester en 1572 et demander que les oublieurs n'utilisent que « des oubliers, des fers à gaufres et des corbillons ». La profession est citée dans Le Dit des rues de Paris de Guillot de Paris à travers la rue as Oubloiers située dans l'île de la Cité à Paris.
Saint Michel était en effet le patron des oublieurs et le jour de sa fête, qui fut chômé à partir de 1485, les oublieurs, travestis, parcouraient les rues à cheval. Le jour de la Pentecôte, dans les églises de Paris, on laissait tomber des fleurs et des oublies du haut des voutes et des galeries au moment du Veni Creator et on lâchait des oiseaux avec ces pâtisseries attachées aux pattes au Gloria in excelsis. Cette dernière tradition était encore de mise au milieu du XVIIIe siècle.
Les fabricants et marchands d'oublies se sont regroupés à Paris dans la rue des Oubloiers, appelée en 1480 rue de la Licorne, du nom de la boutique d'oublies la plus renommée qui portait pour enseigne « À la Licorne ». Peut-être cela vient-il du fait que certains oublieurs, attachés au service du roi, essayaient les pâtisseries, avant de les présenter aux convives, avec la licorne, pour s'assurer de ce qu'elles n'étaient pas empoisonnées.

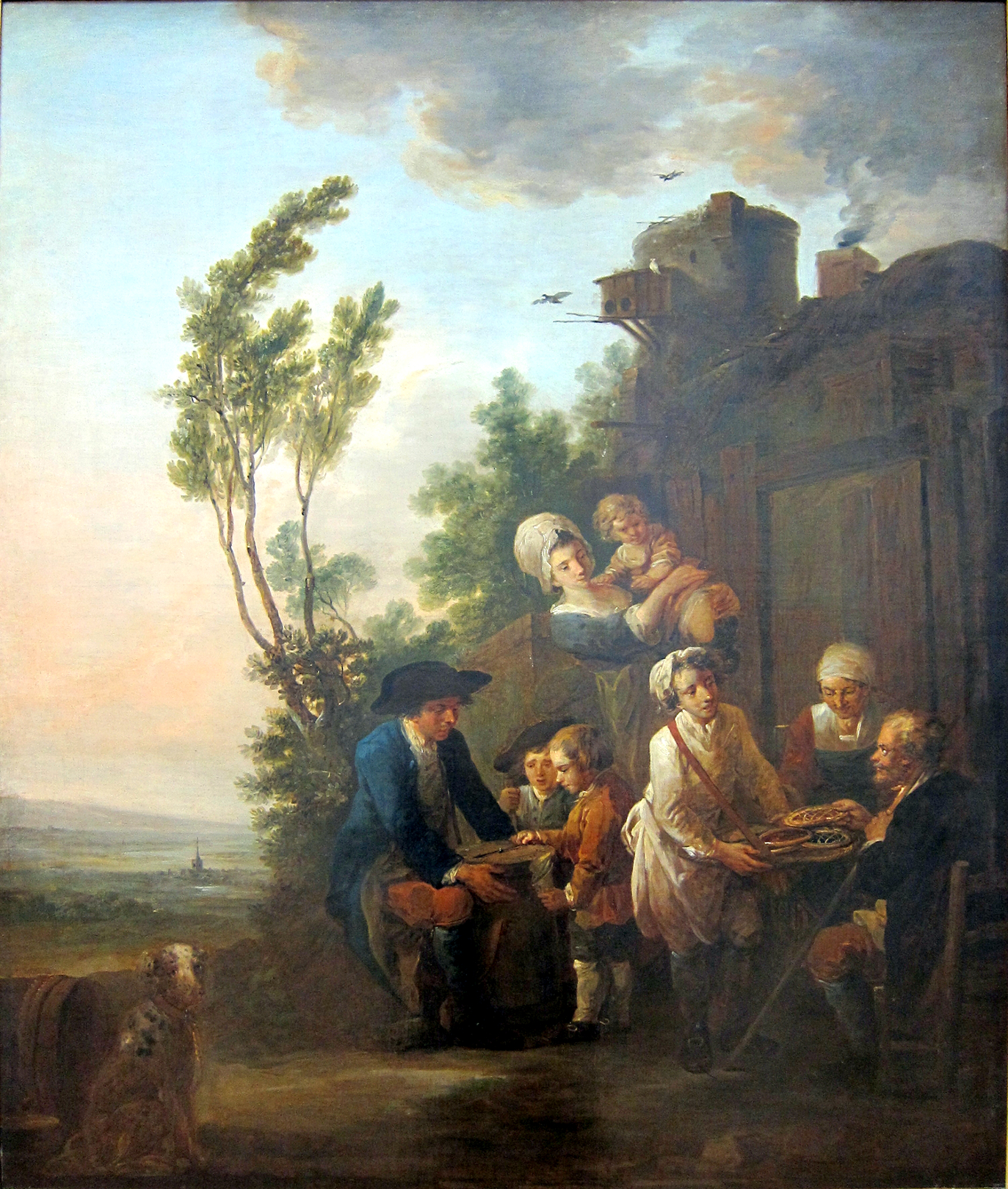
Le Marchand d'oublies de Louis Joseph Watteau (1785).

Bien que cela soit interdit par les statuts, certains maitres oublieurs parisiens installent des tables dans les rues et font vendre par main (parfois secrètement et au rabais) des gâteaux de gout et de qualité discutables par des gens qui n'appartiennent pas à la corporation. Une directive du prévôt de 1489 interdit cette pratique et oblige à faire porter les gâteaux dans la ville par les apprentis ou par deux facteurs dépendant du maitre. Après le coucher du soleil, ces garçons parcourent donc les rues avec des corbeilles remplies d'oublies, de gaufres et de rissoles en criant ou chantant « Chaudes oublies renforcées ! galètes chaudes ! eschaudez ! Roinsolles !… ça, denrée aux dez ! » Les familles parisiennes jouent en effet les pâtisseries aux dés (presque toujours pipés) avec l'oublieur. Lorsque celui-ci gagne, il est payé en argent, lorsqu'il perd il doit donner des oublies ; s'il perd tout le contenu de sa corbeille, il doit danser et chanter les pieds dans l'eau, ce qui a donné la locution « On le ferait chanter dans l'eau comme l'oublieur ». Au XVIe siècle, sous Charles IX de France, les corporations des oublieurs et des pâtissiers sont réunies en une seule.
Les chansons des oublieurs sont préférées à leurs gâteaux et les ambulants sont invités à pénétrer dans les maisons pour égayer la fin des soupers. En certains endroits, ces repas se déroulent avec une certaine licence et les chansons y prennent des accents grivois et orduriers qui provoquent les pourboires. Certains oublieurs en profitent pour repérer l'agencement des habitations et vendre ces informations à des voleurs, voire pour se transformer eux-mêmes en filous. « L'apprentissage d'oublayerie était, à vrai dire, un apprentissage de filouterie ». François-Joseph-Michel Noël écrit que le brigand Cartouche comptait des oublieurs dans sa troupe.
En 1722, une ordonnance interdit de colporter les oublies ; un des moindres motifs est qu'elles sont ordinairement « défectueuses et indignes d'entrer dans le corps humain ».